# Mount Rose (Grenada)
Mount Rose ist eine Siedlung im Nordosten des Inselstaates Grenada in der Karibik. 

## Geographie
Der Ort liegt  im Parish Saint Patrick zwischen Montreuil (L’Étage), River Sallee und Tivoli.
Im Osten liegt der Lake Antoine mit dem Mount Rich (101 m).
Im Ort befindet sich die Mt. Rose Seventh Day Adventist Church.